# Montagem altazimutal

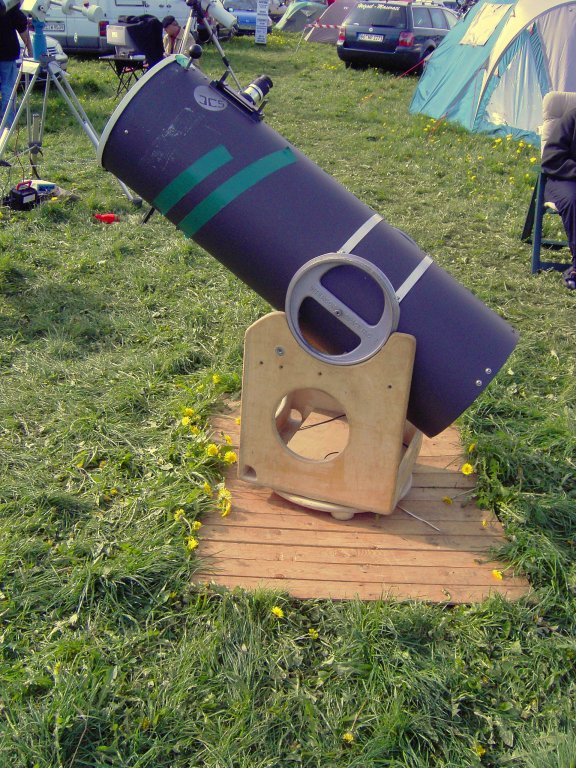
Um telescópio newtoniano num suporte dobsoniano

A montagem altazimutal é um sistema de montagem de telescópios em que o eixo principal permite movimentação no sentido do azimute, que é o ângulo horizontal que parte do norte no sentido do leste, sul, oeste e chegando novamente ao norte. Para fazer este movimento, este eixo é montado na vertical, perfeitamente a prumo, e a origem deve estar posicionada rigorosamente no norte verdadeiro, enquanto o eixo secundário permite movimentos no sentido da altura, verticalmente entre o horizonte e o zênite.
Este tipo de montagem, por requerer menos elementos e possuir uma construção mais simples, além de ser mais fácil de operar, é comummente encontrada em telescópios recomendados para iniciantes.